# 滿州里大吻鱥
滿州里大吻鱥（学名：Rhynchocypris mantschurica）为輻鰭魚綱鯉形目雅羅魚科大吻鱥属的鱼类，分布於亞洲俄羅斯遠東地區、中國、北韓及日本淡水流域，棲息在底中層水域，生活習性不明。

## 扩展阅读
維基物種上的相關：滿州里大吻鱥